# Димитър Бояджиев (андарт)
Вижте пояснителната страница за други личности с името Димитър Бояджиев.
Димитър Наков Бояджиев (на гръцки: Δημήτριος Νάκας Βογιατζής, Димитриос Накас Воядзис) е македонски гъркоманин, свещеник и участник в Гръцката въоръжена пропаганда в Македония.

## Биография
Роден е в 1882 година в смесената българо-гъркоманска паланка Просечен, която тогава е в Османската империя, днес Просоцани, Гърция. Второ дете е в семейството на Нако Бояджиев (Νάκας Βογιατζής), който по произход е каракачанин и се занимава с бояджийство. Брат на Димитър е гъркоманският революционер Христо Бояджиев. В 1902 година е назначен от митрополит Хрисостом Драмски за гръцки учител във Волак. Присъединява се към гръцкия революционен комитет във Волак, който организира съпротивата срещу българските чети на ВМОРО в региона. Обявен е за агент от трети ред. Касиер е на комитета Отбрана в Просечен. Сътрудничи си със служителя на гръцкото консулство в Кавала Мавроматис (Стилианос Мавромихалис) и с митрополит Хрисостомос. В 1905 година заминава за Неврокоп привикан от митрополит Теодорит Неврокопски. Там се запознава с Евангелия Нику, за която по-късно се жени. След смъртта на Теодоритос е назначен за учител в Просечен. Става председател на Просеченската община. В 1923 година е ръкоположен за свещеник в старата църква „Въведение Богородично“. По-късно става архимандрит. Умира в Просечен в 1956 година.